# 名古屋市立平針南小学校
名古屋市立平針南小学校（なごやしりつ ひらばりみなみしょうがっこう）は、名古屋市天白区の公立小学校。

## 歴史

### 沿革
- 1973年（昭和48年） - 名古屋市立平針小学校の分校として設置[1]。
- 1974年（昭和49年） - 名古屋市立平針南小学校として分離独立[1]。

### 児童数の変遷
『愛知県小中学校誌』（1998年）によると、児童数の変遷は以下の通りである。
| 1974年（昭和49年） | 1,067人 |  |
| 1977年（昭和52年） | 975人   |  |
| 1987年（昭和62年） | 540人   |  |
| 1997年（平成9年）  | 409人   |  |

## 通学区域
所管する名古屋市教育委員会は、2019年（令和元年）9月1日現在、天白区のうち、平針台一丁目・平針台二丁目・平針南一丁目・平針南二丁目・平針南三丁目・平針南四丁目の全域および天白町大字平針字荒池下・平針字黒石・向が丘三丁目の各一部を通学区域として指定している。
また、卒業後の進学先は名古屋市立平針中学校となっている。

### WEB
1. ↑  名古屋市教育委員会事務局総務部教育環境計画室計画係 (2019年9月1日). “名古屋市立小・中学校の通学区域一覧（天白区）” (PDF).   名古屋市. 2020年6月14日閲覧。
2. ↑  名古屋市教育委員会事務局総務部教育環境計画室計画係 (2018年4月1日). “名古屋市立中学校区一覧（小→中）” (PDF).   名古屋市. 2020年6月20日閲覧。

### 書籍
1. 1 2 3 4  六三制教育五十周年記念愛知県小中学校誌編集委員会 1998, p. 402.